# Arthur Arnold Bullick Dowler
Sir Arthur Arnold Bullick Dowler, britanski general, * 16. julij 1895, † 14. november 1963.